# 283 (число)
283 (двести восемьдесят три) — натуральное число, расположенное между числами 282 и 284. Оно является 61-м простым числом, а относительно их последовательности расположено между 281 и 293.
- 283 день в году — 10 октября (в високосный год — 9 октября)[значимость факта?].

## Арифметические свойства
- 283 — 61-е простое число[2], 35-е, сумма цифр которого также является простым числом[3]. При этом 2×8×3 + 2+8+3=48 + 13 = 61. Это наименьшее простое, для которого его порядковый номер в последовательности равен сумме его цифр, к которой добавлено произведение его цифр[4].
- 283 является простым числом-близнецом числа 281[5][6].
- Число 283 является простым числом, отличающимся на 6 от простого числа 277[7].
- 283 — наименьший простой множитель первого составного числителя числа Бернулли[8].
- {\displaystyle 283={\frac {6!-5!-4!-3!-2!-1!-0!}{2}}}[8].
- 283 — наибольшее нетитаническое (то есть менее чем тысячезначное) простое число, представимое в форме {\displaystyle n^{n}+(n+1)^{n+1}}: {\displaystyle 3^{3}+4^{4}=283}[4].
- 283 — минимальное простое число, меньшее, чем сумма кубических корней всех простых чисел, меньших, чем данное число[4].
- 283 — наибольшее простое число, из кубических вычетов которого нельзя составить тройку простых чисел. Существует 13 таких чисел, их называют исключительными простыми (англ. exceptional primes)[K 1][9][10].
- Одиозное число